# Municipio de Oxford (condado de Delaware)
El municipio de Oxford (en inglés: Oxford Township) es un municipio ubicado en el condado de Delaware en el estado estadounidense de Ohio. En el año 2010 tenía una población de 987 habitantes y una densidad poblacional de 19,63 personas por km².

## Geografía
El municipio de Oxford se encuentra ubicado en las coordenadas 40°23′23″N 82°58′22″O / 40.38972, -82.97278. Según la Oficina del Censo de los Estados Unidos, el municipio tiene una superficie total de 50.28 km², de la cual 50,27 km² corresponden a tierra firme y (0,03 %) 0,01 km² es agua.

## Demografía
Según el censo de 2010, había 987 personas residiendo en el municipio de Oxford. La densidad de población era de 19,63 hab./km². De los 987 habitantes, el municipio de Oxford estaba compuesto por el 99,29 % blancos, el 0,2 % eran afroamericanos, el 0,2 % eran asiáticos y el 0,3 % eran de una mezcla de razas. Del total de la población el 1,42 % eran hispanos o latinos de cualquier raza.